# William van Leckwijck
William van Leckwijck (* 16. November 1902 in Antwerpen; † 19. Juni 1975 ebenda, Distrikt Wilryck) war ein belgischer Geologe.

## Leben
Van Leckwijck ging Anfang des Ersten Weltkriegs mit seiner Familie nach England, wo er eine Schule in Bristol besuchte. 1926 machte er seinen Abschluss als Bergbauingenieur in Lüttich und unternahm dann geologische Feldstudien insbesondere in Kohlefeldern in Kanada, England und Schottland. In den 1930er Jahren erstellte er eine geologische Karte der östlichen Hälfte des nördlichen Atlas-Gebirges. und forschte in Griechenland (Kreta, Chios, Mineralien auf Lesbos), Bulgarien (Eisen- und Manganlagerstätten), Finnland (Eisenerzlagerstätten), Frankreich, Italien (Asbest), Tunesien (verschiedene Erzlagerstätten). 
Im Zweiten Weltkrieg arbeitete er für die belgische Prospektionsgesellschaft Société Ougrée Maribaye und studierte außerdem Paläontologie an der Universität Lüttich. 
Nach dem Zweiten Weltkrieg wurde er Direktor einer belgischen staatlichen Forschungsgesellschaft zur Kohlegeologie (Association pour l’Étude de la Paléontologie et Stratigraphie Houillère). 1964 wurde er als Nachfolger von Theodor Sorgenfrei (1915–1972) Generalsekretär der International Union of Geological Sciences und im selben Jahr Professor für Paläontologie an der Katholischen Universität Löwen, wo er ein Labor für Mikropaläontologie aufbaute.
1958 wurde er Mitglied der Koninklijke Vlaamse Academie van België voor Wetenschappen en Kunsten, deren Prijs Baron van Erborn er 1956 erhielt. 1964 erhielt er die Waterschoot van der Gracht Medaille der niederländischen geologischen Gesellschaft. Er war Ehrendoktor der Witwatersrand-Universität, der University of Southampton und Ehrenmitglied der Lothringischen Akademie der Wissenschaften und der schwedischen geologischen Gesellschaft.
1968 erhielt er die Leopold-von-Buch-Plakette.
Er sprach fließend flämisch, französisch, englisch, spanisch, deutsch und arabisch und galt als Experte für den Koran. Außerdem spielte er gut Violine.